# Mano nella mano
Mano nella mano è il sesto album discografico del cantautore italiano Sergio Cammariere, pubblicato il 23 settembre 2014.

## Descrizione
Con quest'album, che si compone di undici tracce, Cammariere torna sulla scena musicale dopo la preparazione della colonna sonora di Maldamore (film vincitore di un Nastro d'Argento diretto dal regista Angelo Longoni).
L'artista trova l'ispirazione per comporre i suoi testi a seguito di un viaggio nella comunità autonoma spagnola dell'Andalusia, avvalendosi, come accaduto nei dischi precedenti, della collaborazione di Roberto Kunstler (divenuto nel tempo suo paroliere storico).
La pubblicazione dell'album è stata anticipata dall'uscita in rotazione radiofonica dei singoli Mano nella mano, divulgato anche come video ufficiale nel canale YouTube dell'artista, e Ed ora, nel quale Cammariere omaggia il cantautore catalano Joan Manuel Serrat suonando insieme al chitarrista Roberto Taufic e al fisarmonicista Antonello Salis.

## Tracce
1. Mano nella mano – 4:10
2. L'amore trovato – 4:21
3. Ed ora – 4:10
4. Le incertezze di Marzo – 4:06
5. Io senza te e tu senza me – 3:36
6. La vita ci vuole – 4:25
7. Ancora non mi stanco – 4:12
8. Siedimi accanto – 3:03
9. Così solare – 3:58
10. Quel tipo strano – 4:02
11. Pangea (strumentale) – 4:24

## Formazione
- Sergio Cammariere – voce, cori, pianoforte, Fender Rhodes
- Roberto Taufic – chitarra, cavaquinho
- Francesco Puglisi – basso
- Marcello Surace – batteria
- Michele Ascolese – chitarra
- Antonello Salis – fisarmonica
- Paulo La Rosa – percussioni, congas
- Alfredo Paixão – basso, cori
- Amedeo Ariano – batteria
- Osmany Diaz – chitarra, basso
- Bruno Marcozzi – batteria, cori, percussioni
- Luca Bulgarelli – contrabbasso
- Olen Cesari – violino
- Fabrizio Bosso – tromba, flicorno
- Gegè Telesforo, Greta Panettieri – cori

## Classifiche
| Classifica (2014) | Posizione |
| ----------------- | --------- |
| Italia            | 10        |